# Фобос-2
«Фобос-2» — советская автоматическая межпланетная станция серии «Фобос», предназначенная для исследования Марса и его спутника Фобоса. Запущена 12 июля 1988 года в 20:01:43.185 ДМВ с космодрома Байконур ракетой-носителем «Протон-К 8К82К» и разгонным блоком Д-1.

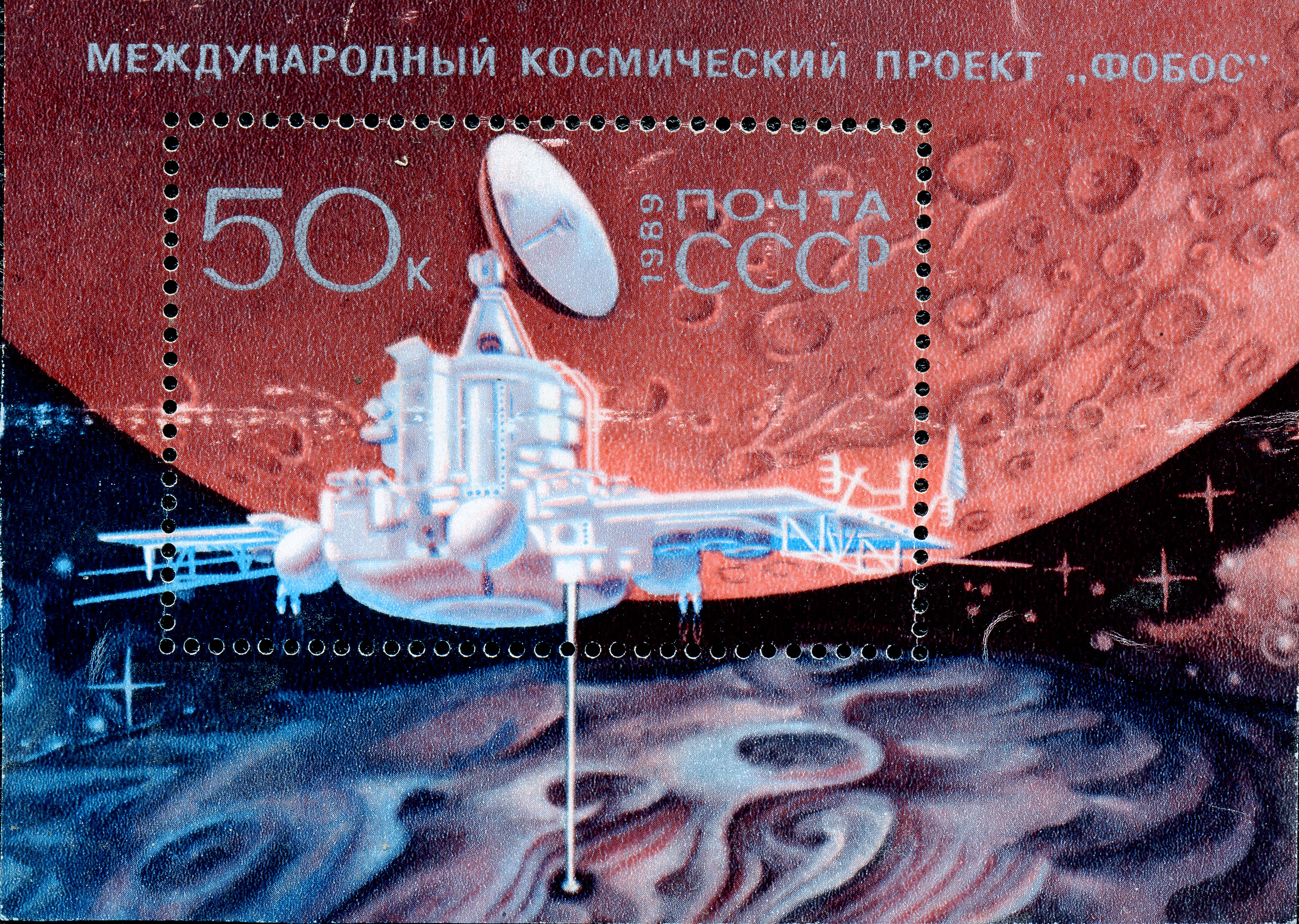
Почтовый блок СССР. Международный космический проект «Фобос», 1989

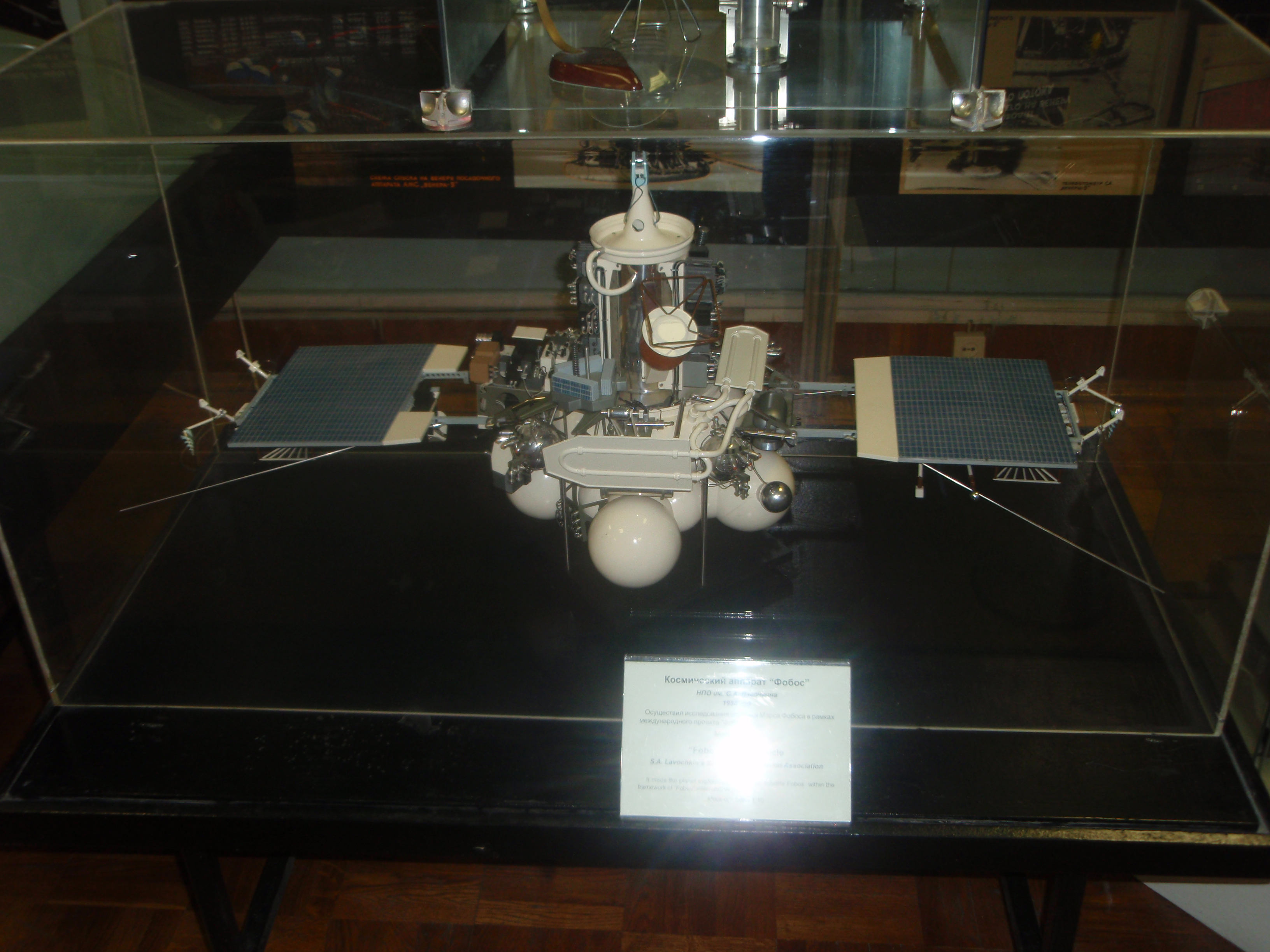
Автоматическая космическая станция «Фобос» (модель),Государственный Политехнический музей (г.Москва)

Схема аппарата.

## Задачи и цели миссии
- изучение Солнца в рентгеновском, ультрафиолетовом и видимом диапазонах;
- получение трёхмерной стереоскопической структуры солнечной хромосферы и короны;
- определение состава солнечного ветра;
- исследование характеристик межпланетных ударных волн;
- фиксирование космических гамма-всплесков.
- уточнение параметров орбитального движения Фобоса и его физических свойств;
- зондирование поверхности и атмосферы Марса в видимом, ультрафиолетовом, инфракрасном и гамма-диапазонах;
- изучение структуры магнитосферы Марса, определение параметров магнитного поля;
- изучение Солнца и межпланетного пространства во время сближения с Фобосом;
- получение снимков поверхности Фобоса с высоким разрешением;
- определение химического, минералогического состава поверхности Фобоса, его физических свойств;
- изучение внутреннего строения Фобоса, его радиофизических свойств;
- спуск на поверхность Фобоса долгоживущей автономной станции ДАС.

## Конструкция
Космический аппарат состоит из орбитального блока (ОБ) и автономной двигательной установки (АДУ).
Силовым элементом конструкции КА «Фобос» является герметичный торовый приборный отсек, к которому снизу пристыкована автономная двигательная установка (АДУ), а сверху — отсек научной аппаратуры (цилиндрический приборный отсек).
В верхней части орбитального блока имеется специальная платформа. На платформе размещены отделяемые исследовательские зонды ДАС — долгоживущая автономная станция и ПРОП-ФП. На этой же платформе размещена научная аппаратура для исследования Солнца и средненаправленная антенна автономной радиосистемы. Отделение АДУ после перехода на орбиту искусственного спутника близкую к орбите Фобоса позволяет начать работу ранее закрытой ею и размещенной в торовом приборном отсеке служебной и научной аппаратуре, необходимой для сближения с Фобосом и проведения программы его исследований.

## Научная аппаратура
Орбитальный аппарат состоял из следующих инструментов: лазерный масс-анализатор ЛИМА-Д, масс-анализатор вторичных ионов ДИОН, радар РЛК, видеоспектрометрический комплекс ВСК, радиометр-спектрометр КРФМ-ИСМ, радиометр-спектрометр ТЕРМОСКАН, спектрометр гамма-излучения ГС-14, детекторы нейтронов ИПНМ-3, оптический спектрометр ОГЮСТ, сканирующий анализатор АСПЕРА, спектрометр плазмы МПК, спектрометры электронов ЭСТЕР, анализатор плазменных волн АПВ-Ф, магнитометры ФГММ, солнечный телескоп ТЕРЕК, рентгеновский фотометр РФ-15, солнечный УФ-радиометр СУФР, спектрометры гамма-излучения ВГС, фотометр ИФИР — вся эта аппаратура необходима для выполнения научной программы Фобоса-2.

## Полёт
Космический аппарат под названием Фобос-2 был запущен к Марсу 12 июля 1988 года в 17:01:43.185 UTC. Для доставки к Фобосу на ней были установлены две посадочные станции — «долгоживущая» и подвижная.
21 июля 1988 года и 23 января 1989 года были проведены манёвры коррекции межпланетной траектории полёта АМС. 29 января 1989 года в 15:55 UTC была включена автономная двигательная установка и аппарат перешёл на орбиту ИСМ. Её предварительные параметры были такими: наклонение 1,0°, высота орбиты 850×79750 км, период обращения 76.5 час. Позже параметры были уточнены: наклонение 1,5°, высота 819×81214 км, период 77 час.
Для перехода аппарата на более близкое расстояние к орбите Фобоса были проведены две коррекции орбиты ИСМ: подъём перицентра 12 февраля (0.9°, 6400×81200 км, 86.5 час) переход на окончательную орбиту произошёл 18 февраля 1989 года (наклонение 0,5°, высотой — 6280 км, периодом обращения — 8.0 час), на 300 км выше орбиты Фобоса. После этого прошло отделение автономной двигательной установки от орбитального аппарата. 7, 15 и 21 марта 1989 года с помощью двигательного комплекса орбитального аппарата были выполнены коррекционные манёвры для синхронизации движения АМС к Фобосу. На ИСМ орбите были проведены исследования Марса, а после достаточного сближения — и Фобоса. Фотографирование Фобоса происходило с расстояния: 21 февраля с расстояния 860 км, 28 февраля с 320 км и 25 марта 1989 года с 191 км.
Сближение с Фобосом и десантирование посадочных станций были назначены на 4—5 апреля 1989 года, но 27 марта во время запланированного сеанса в 18:58 не выполнилась команда по перезарядке батарей, станция на связь не вышла. С 20:51 до 21:03 наземными станциями принимался слабый сигнал в сантиметровом диапазоне, однако телеметрическую информацию извлечь так и не удалось. По характеру сигнала можно было только сказать, что аппарат не был стабилизирован и хаотично вращался. Дальнейшие попытки установить связь со станцией были безуспешными. 15 апреля 1989 года было официально объявлено о прекращении попыток установить контакт с зондом.
За время полёта на аппарате произошло несколько серьёзных неполадок и поломок систем аппарата. 1 ноября 1988 года на «Фобосе-2» сломался один из двух передатчиков сантиметрового диапазона. В дальнейшем связь велась только через второй передатчик. В ходе полёта происходили неоднократные самопроизвольные выключения цифровой вычислительной машины бортового вычислительного комплекса, регулярные «проблемы» одного из каналов ЦВМ.

## Научные результаты
В полете «Фобос-2» успешно завершился первый этап исследований, получивший название «Небесная механика», по составлению высокоточной теории движения Фобоса и уточнению его гравитационной постоянной. Получены снимки Фобоса, сделанные в разных местах и расстояний. Съёмка поверхности Марса радиометрспектрометром «Термоскан» дала, в том числе, неожиданный результат в виде обнаружения на полученных снимках веретенообразной тени Фобоса на поверхности Марса, что вызвало массу догадок.
Исследования закончились, не выполнив основной миссии — десантирование на поверхность Фобоса спускаемых аппаратов. Но исследования Марса, Фобоса и пространства находящегося около него, выполненные «Фобосом-2» в течение 57 дней на этапе движения вокруг Марса, позволили получить уникальные научные данные о тепловых характеристиках Фобоса, плазменном окружении Марса, взаимодействии его с солнечным ветром. Например, по величине потока ионов кислорода, «вылетающих» через атмосферу Марса, обнаруженных при помощи спектрометра ионов, удалось выяснить скорость эрозии атмосферы Марса из-за взаимодействия с солнечным ветром. Эти данные чрезвычайно важны для исследования истории воды на Марсе и марсианской атмосферы.
Полученные снимки Фобоса показали, что это космическое тело имеет неправильную форму, которая приблизительно может быть аппроксимирована эллипсоидом, размеры составляют 13,3х11,1х9,3 км. Большая ось эллипсоида направлена в сторону Марса. Орбита спутника практически круговая с радиусом 9.378 км. Плоскость орбиты близка к экваториальной плоскости Марса и наклонена под углом −24 градуса к плоскости эклиптики. Период обращения Фобоса вокруг Марса составляет 7 ч. 39 мин.
Фобос имеет множество глубоких почти прямых параллельных траншей шириной от 100 м до 200 м и глубиной от 10 м до 20 м. Некоторые из этих полос имеют длину до 30 км. Почти все эти протяжённые борозды начинаются около самого большого кратера на Фобосе — Стикни, его диаметр 10 км, что составляет более одной трети всего диаметра Фобоса.
Результаты исследования отражательных характеристик показывают, что на поверхности Фобоса не содержится связанной воды. Однако, существуют мнения, согласно которым термодинамические условия на этом спутнике таковы, что вода может задерживаться на определённой глубине. Вопрос присутствия воды на Фобосе является важным не только с научной, но и с практической точки зрения.